# Ernest Cadet
Pierre Ernest Cadet (né le 13 février 1832 à Paris et mort le 17 février 1892 à Chaville) est un juriste français. Ancien élève du lycée Saint Louis et de la Faculté de droit, il exerce à partir de 1869 les fonctions de chef de bureau au Ministère de l'Instruction publique. Ses recherches sur les statistiques de mariage sont couronnées du prix Montyon (1871). Il est maire de Chaville de 1875 à 1886, et conseiller d'arrondissement de Seine-et-Oise. Il est décoré de la Légion d'honneur en 1870.

## Source
1. ↑  D'après Gustave Vapereau, Dictionnaire universel des contemporains : contenant toutes les personnes notables de la France et des pays étrangers, Paris, Impr. Lahure (réimpr. 6ème éd. (1893) entièrement refondue et considérablement augmentée), III+1629, 1 vol. (lire en ligne), « Cadet (Pierre-Ernest) », p. 265